# Saint-Gondon
Saint-Gondon is een gemeente in het Franse departement Loiret (regio Centre-Val de Loire). De plaats maakt deel uit van het arrondissement Montargis. Saint-Gondon telde op 1 januari 2022 1.046 inwoners.

## Geografie
De oppervlakte van Saint-Gondon bedroeg op 1 januari 2022 22,4 vierkante kilometer; de bevolkingsdichtheid was toen 46,7 inwoners per km².

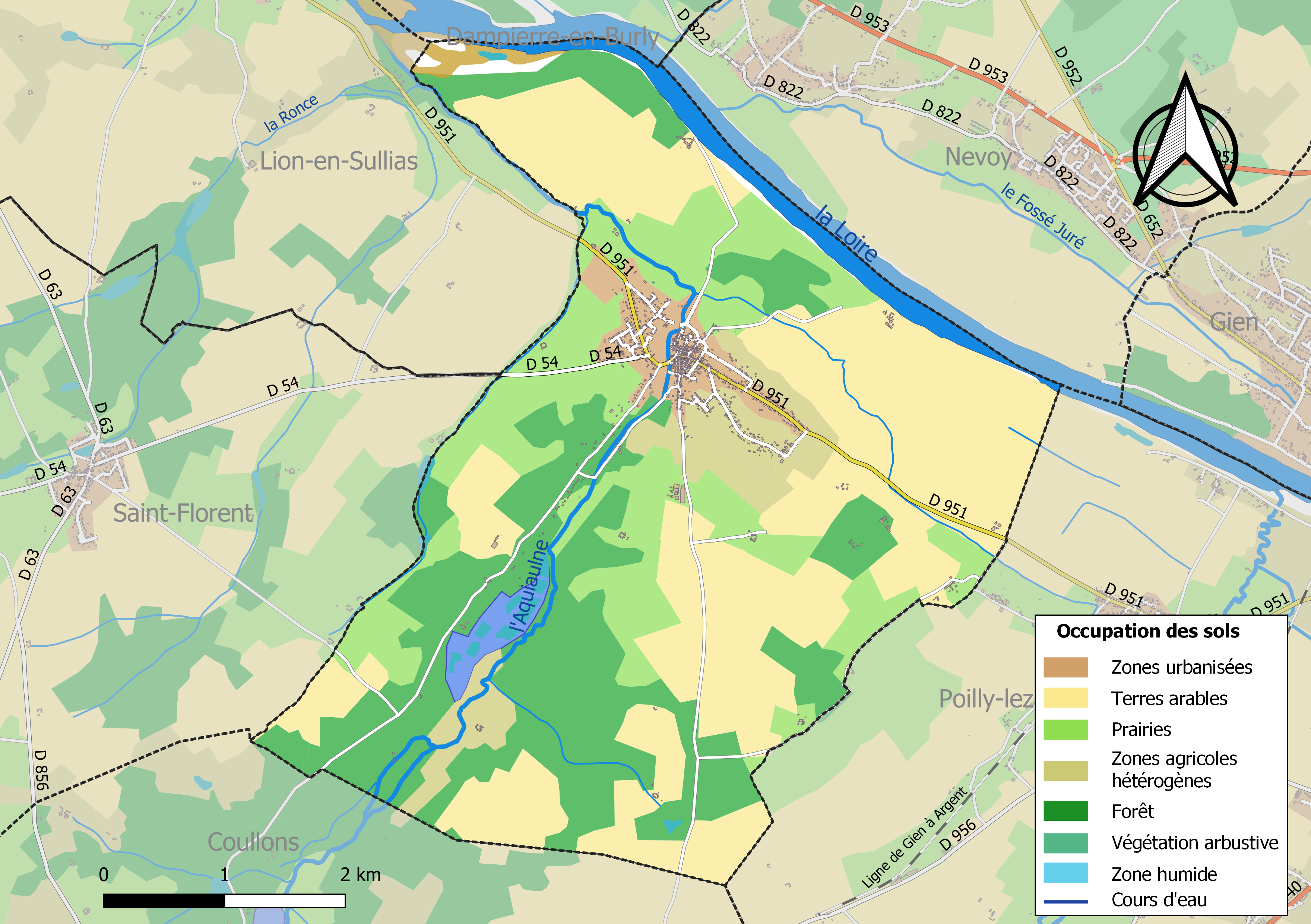
Kaart van de gemeente met de belangrijkste infrastructuur, bodemgebruik en omliggende gemeenten

## Demografie
Onderstaande figuur toont het verloop van het inwonertal (bron: INSEE-tellingen).